# Рейвен (Вірджинія)
Рейвен (англ. Raven) — переписна місцевість (CDP) в США, в окрузі Тейзвелл штату Вірджинія. Населення — 1988 осіб (2020).

## Географія
Рейвен розташований за координатами 37°5′37″ пн. ш. 81°51′34″ зх. д. / 37.09361° пн. ш. 81.85944° зх. д. (37.093489, -81.859474).  За даними Бюро перепису населення США в 2010 році переписна місцевість мала площу 16,96 км², з яких 16,88 км² — суходіл та 0,08 км² — водойми.

## Демографія
Згідно з переписом 2010 року, у переписній місцевості мешкало 2270 осіб у 945 домогосподарствах у складі 653 родин. Густота населення становила 134 особи/км².  Було 1081 помешкання (64/км²).
Расовий склад населення:
| - 98,3 % — білих - 0,3 % — чорних або афроамериканців |

До двох чи більше рас належало 1,3 %. Частка іспаномовних становила 0,3 % від усіх жителів.
За віковим діапазоном населення розподілялося таким чином: 22,4 % — особи молодші 18 років, 62,1 % — особи у віці 18—64 років, 15,5 % — особи у віці 65 років та старші. Медіана віку мешканця становила 41,9 року. На 100 осіб жіночої статі у переписній місцевості припадало 98,6 чоловіків;  на 100 жінок у віці від 18 років та старших — 93,6 чоловіків також старших 18 років.
Середній дохід на одне домашнє господарство  становив 28 627 доларів США (медіана — 23 600), а середній дохід на одну сім'ю — 34 712 долари (медіана — 33 133). Медіана доходів становила 32 107 доларів для чоловіків та 19 615 доларів для жінок. За межею бідності перебувало 27,5 % осіб, у тому числі 29,3 % дітей у віці до 18 років та 21,1 % осіб у віці 65 років та старших.
Цивільне працевлаштоване населення становило 626 осіб. Основні галузі зайнятості: освіта, охорона здоров'я та соціальна допомога — 32,3 %, роздрібна торгівля — 21,9 %, будівництво — 10,2 %, мистецтво, розваги та відпочинок — 6,7 %.